# Winkel & Magnussen
Winkel & Magnussen (opr. V. Winkel & Magnussen) var en kunsthandel, fra 1921 også et auktionshus, i København grundlagt af cand.polyt. Viggo Winkel (1861-1921) og Peter Magnussen (1854-1932). Den første forretning åbnede 1884 på Østergade i en nyopført ejendom, der også rummede Svaneapoteket, og 1898 flyttede den til Højbro Plads. Firmaet spillede også en væsentlig rolle som forlag og udgiver af kunsthistorisk litteratur.
I 1904 købte A.C. Mohr og Hans Hvenegaard den grafiske afdeling i Winkel & Magnussens Kunsthandel. Mohr trak sig ud i 1914, og først i 1926 overtog Hvenegaard sammen med kunsthandler Kai Grunth (1885-1961) hele Winkel & Magnussens Kunsthandel. Kai Grunth, der have været prokurist i firmaet siden 1921, var den, der startede auktionsvirksomheden, der blev den dominerende del af virksomheden. Under Grunths lederskab i 1930'erne og 1940'erne blev Winkel & Magnussen regnet for Danmarks førende kunstauktionsfirma. Forretningen lukkede i 1957, med et par auktioner af persiske tæpper i 1959.
Illustreret Tidende bragte i nr. 10, 1906, en reportage fra forretningen.
Virksomheden stiftede både en fond og et mindelegat.
Danmarks Kunstbibliotek, Det Kgl. Bibliotek, har digitaliseret et udvalg af auktionskataloger, bl.a. fra Winkel & Magnussen.
Et af Peter Magnussen's børnebørn var den verdenskendte danske keramiker og designer Erik Magnussen (1940-2014), søn af Peter Magnussens søn ingeniør Niels Magnussen.